# Luciola laticollis
Luciola laticollis is een keversoort uit de familie glimwormen (Lampyridae). De wetenschappelijke naam van de soort is voor het eerst geldig gepubliceerd in 1883 door Gorham.